# إدریس جرادات
إدریس محمد صقر جرادات (7 أغسطس1965-) هو باحث ومؤرخ وكاتب فلسطيني.

## حياته
ولد إدريس جرادات في سعير عام 1965، وتلقى تعليمه الابتدائي والاعدادي في مدرسة سعير الثانوية، وأكمل تعليمه الثانوي في الفرع العلمي بمدرسة حلحول الثانوية، وحاصل على البكالوريوس في علم النفس من كلية التربية بجامعة النجاح الوطنية، وعلى الماجستير في الإدارة التربوية قسم الدراسات العليا من نفس الجامعة، والدكتوراه في الإدارة التعليمية من جامعة عين شمس بمصر، عمل محاضراً لمدة عام في كلية مجتمع النجاح لمواد مبادئ التربية وعلم النفس (علم النفس الاجتماعي وادارة صفوف)، ومحاضراً في كلية المجتمع العصرية لمدة عامين لمواد العلوم الإنسانية والسلوكية، ومحاضراً في كلية الرحمة للبنات لتأهيل وتدريب المعلمات حتى إغلاقها، وكان محاضراً لمدة عام في كلية العروب لتأهيل وتدريب المعلمات، والتدريب الميداني لطلبة التأهيل التربوي، وعمل مرشداً للتربية الخاصة في مديرية تربية الخليل، وكان محاضراً في جامعة الخليل. ساهم في تأسيس مركز البيئة والصحة، ومركز الإبداع الفلسطيني، قام بتأسيس مركز السنابل للدراسات والتراث الشعبي، عمل محررًا في مجلة السنابل، وهي مجلة دورية متخصصة في الدراسات الاجتماعية والتراث الشعبي، وأسس نادي السنابل للتربية والثقافة والعلوم بالتنسيق مع اللجنة الوطنية للتربية والثقافة والعلوم.

## عضوية ومناصب
- عضو في جمعية سعير الخيرية.
- عضو في نادي شباب سعير الرياضي.
- عضو مجلس أباء مدرسة ذكور حمزة الأساسية.
- عضو مجلس أمناء مكتبة شهداء سعير العامة في مدرسة بنات سعير الثانوية.
- مؤسس مكتبة السنابل العامة ومتحف السنابل.
- عضو اللجنة الاستشارية لمدرسة ذوي الاحتياجات الخاصة في جمعية الإحسان الخيرية في الخليل.[1]

## مؤلفاته
| ت  | العنوان                                                                               | تاريخ النشر                              | المرجع |
| -- | ------------------------------------------------------------------------------------- | ---------------------------------------- | ------ |
| 1  | الالعاب الشعبية الفلكلورية في فلسطين                                                  | 1995                                     |        |
| 2  | الدرة النفيسة في أحوال قرية العديسة                                                   | 2001                                     |        |
| 3  | الروضة البهية لترقوميا العلامية : التاريخ والجغرافية والحضارة والأرض والإنسان والتراث | 2017                                     |        |
| 4  | الصلح العشائري وحل النزاعات في فلسطين                                                 | 2000                                     | [ 4 ]  |
| 5  | الطب العربي الشعبي في فلسطين: دراسة ميدانية                                           | 1998                                     | [ 5 ]  |
| 6  | الطريق المنير الى تاريخ سعير                                                          | 1987                                     |        |
| 7  | القضاء العشائري في منطقة الخليل.                                                      | الطبعة الأولى 2000، الطبعة الثانية 2015. |        |
| 8  | المؤانسة والاتحاف في مسرحيات مروة عساف                                                | 2016                                     |        |
| 9  | تراث القدس، سلوة النفس                                                                | 2020                                     | [ 6 ]  |
| 10 | رحيق الميسم في قصتي حاحا والدجاجات العشرون.                                           | 2016                                     |        |
| 11 | روائع الخط العربي في فلسطين                                                           | 2013                                     |        |
| 12 | سنابل الشعر في شعر السنابل                                                            | 2004                                     |        |
| 13 | طريق الشموخ الى قرية الشيوخ                                                           | 2001                                     |        |
| 14 | عبير الأزاهير في تراث سعير وجغرافيتها                                                 | 2015                                     |        |
| 15 | وثيقة حياة ومسيرة فوق الجراح                                                          |                                          |        |
| 16 | الأمثال الشعبية الفلسطينية: أمثالنا بتحكي عن أحوالنا                                  | 2019                                     | [ 7 ]  |
| 17 | نهج الترديد في نغم الأناشيد                                                           | 2000                                     |        |
| 18 | الأدلة والبوسترات والصور التراثية                                                     | 2003                                     |        |
| 19 | الأغنية الشعبية النسائية في فلسطين                                                    | 2004                                     |        |
| 20 | أكلات شعبية من مطبخ جدتي                                                              | 2004                                     |        |